# 小早川龍司
小早川 龍司（こばやかわ りゅうじ、1962年8月9日 - ）は、日本の弁護士。香川大学大学院教授や、四国弁護士会連合会理事長を経て、日本弁護士連合会副会長。

## 人物・経歴
香川県高松市生まれ。香川県立高松高等学校を経て、1985年中央大学法学部卒業。1988年検察官任官。東京地方検察庁検事、高知地方検察庁検事、神戸地方検察庁検事を経て、1993年香川県弁護士会弁護士、小早川法律事務所入所。2010年香川大学・愛媛大学連合法務研究科教授。2013年香川県弁護士会会長。2018年四国弁護士会連合会理事長。2019年日本弁護士連合会副会長。父も検事や弁護士を務めた。